# 刺儿瓜
刺儿瓜（学名：Bolbostemma biglandulosum）为葫芦科假贝母属下的一个种。

## 扩展阅读
- 維基物種上的相關：刺儿瓜